# انقلاب سفید (کتاب)
انقلاب سفید، کتابی است که به قلم محمدرضا پهلوی، شاه سابق ایران نگاشته شده است. چاپ اول این کتاب در دی ۱۳۴۵ در پانصد هزار نسخه و ۲۰۶ صفحه در چاپخانه بانک ملی ایران صورت گرفت. ناشر کتاب، کتابخانه پهلوی و موضوع آن اوضاع اجتماعی و اقتصادی ایران در قرن چهاردهم هجری خورشیدی می‌باشد.

## بخشی از متن کتاب
«ما انقلابی را انجام دادیم که به قول آبراهام لینکلن: بدخواه هیچکس نبود، و در عوض خیرخواه همه کس بود. هدف آن تنها یک چیز بود، و آن این بود که حق را آن طور که خواسته خداوند است به مردم بدهیم و در این راه از هیچ قدرتی به جز خداوند نهراسیم»
این کتاب در اردیبهشت سال ۱۳۴۶ به چاپ دوم رسید و با شماره کتابشناسی ملی م۵۰–۴۲۳۹ در کتابخانه ملی ثبت شده است.